# Bridgit Mendler
Bridgit Claire Mendler, född 18 december 1992 i Washington, D.C., är en amerikansk skådespelare, sångare, musiker och låtskrivare. Hon spelar Teddy Duncan på Disney Channels Lycka till Charlie, och hade huvudrollen i Disney Channel Original Movie Lemonade Mouth, där hon spelar Olivia White. Hon spelade även en roll i Magi på Waverly Place som Justins vampyr-flickvän Juliet. Hennes karriär som singer-songwriter fick en puff av ovannämnda musikalfilm Lemonade Mouth, och hon har såväl turnerat som spelat in en singel och ett första album.

## Tidigare i livet
Mendler föddes i Washington, DC, och flyttade med sin familj till San Francisco-området i staden Mill Valley vid åtta års ålder. Det var det där hon fick sitt första intresse av att agera och började arbeta i pjäser. Hon blev den yngsta artisten i San Francisco Fringe Festival.
Mendler hade en San Francisco-agent när hon var 11 år gammal. När hon var tretton började hon arbeta i Los Angeles och landade sin första LA-roll i såpoperan General Hospital.
Under 2008 spelade Mendler roll Kristen Gregory i filmen The Clique. Under 2009 spelade hon gäststjärna som Nick Jonas kärlek i serie premiären av Jonas. Samma år var hon och Lindsay Lohan med i filmen Labor Pains.
Mendlers faster är psykologen Christine Blasey Ford.

## Skådespeleri/musik
Bridgit Mendler hade en återkommande roll som Juliet Van Heusen på Magi på Waverly Place. Hon är med i den nya Disneychannelserien Lycka till Charlie! där hon spelar Teddy Duncan. Hon har varit med i Alvin och gänget 2, Beverly Hills Chihuahua 2 och filmen Alice upside down. Hon har tecknat kontrakt med Hollywood Records och släppte sitt debutalbum Hello my name is... 22 oktober 2012. Den första singeln på albumet "Ready or Not" släpptes 7 augusti 2012.

### Filmer
- 2004 – The Legend of Buddha
- 2007 – Alice Upside Down
- 2008 – The Clique
- 2009 – Labor Pains
- 2009 – Alvin och gänget 2
- 2011 – Beverly Hills Chihuahua 2
- 2012 – The Secret World of Arrietty
- 2014 – Muppets Most Wanted
- 2014 – Lennon or McCartney
- 2018 – Father of the Year

### TV
- 2006 – General Hospital
- 2009 – Jonas
- 2009–2012 – Wizards of Waverly Place
- 2010–2014 – Lycka till Charlie
- 2011 – Disney's Friends for Change Games
- 2011 – So Random!
- 2011 – Lemonade Mouth
- 2011 – Extreme Makeover: Home Edition
- 2011 – PrankStars
- 2011 – Good Luck Charlie, It's Christmas!
- 2012 – House
- 2012 – Austin Mahone Takeover
- 2013 – MTV Live: Bridgit Mendler
- 2013 – Violetta
- 2013 – We Day
- 2013 – Jessie
- 2014 – My Little Pony: Friendship is Magic
- 2015–2016 – Undateable
- 2017 – Nashville
- 2019 Merry Happy Whatever

### Diskografi
Studioalbum
- 2012 – Hello My Name Is...

Soundtrack album
- 2011 – Lemonade Mouth

EPs
- 2013 – Live in London
- 2016 – Nemesis

Singlar (på Billboard Hot 100)
- 2011 – "Somebody" (#89)
- 2011 – "Determinate" (med Adam Hicks) (#51)
- 2012 – "Ready or Not" (#49)